# آلبانی فانبلانقو
آلبانی فانبلانقو (انگلیسی: Albany Fonblanque; ۱ اکتبر ۱۷۹۴ – ۱۳ اکتبر ۱۸۷۲) یک روزنامه‌نگار اهل بریتانیا بود.